# Hydropsyche lobata
Hydropsyche lobata là một loài Trichoptera trong họ Hydropsychidae. Chúng phân bố ở miền Cổ bắc.